# Arbela, Missouri
Arbela, Missouri (енгл. Arbela) град је у америчкој савезној држави Мисури.

## Демографија
По попису из 2010. године број становника је 41, што је 1 (2,5%) становника више него 2000. године.
| Група             | 2000.       | 2010.      |
| Белци             | 40 (100,0%) | 40 (97,6%) |
| Афроамериканци    | 0 (0,0%)    | 0 (0,0%)   |
| Азијати           | 0 (0,0%)    | 0 (0,0%)   |
| Хиспаноамериканци | 0 (0,0%)    | 1 (2,4%)   |
| Укупно            | 40          | 41         |